# 等什麼君
等什么君（1999年12月16日—），本名邓寓君，吉林省人，中國大陆古风女歌手，曾演唱歌曲《春庭雪》。

## 經歷
2018年，邓寓君因在短视频创作平台抖音以吉他弹唱華风歌曲而獲得了一定的關注度，并以歌手的身份出道。此后渐有名气。2021年1月23日，在澳门举办的音乐盛典上获得“年度国风音乐人”称号。

## 音乐作品
| 發行日期      | 歌曲名稱   | 电视剧/电影                                | 备注 |
| 2021年6月22日 | 朝暮       | (电视剧《千古玦尘》推广曲)                 |      |
| 2021年6月30日 | 归来兮     |                                            |      |
| 2021年7月10日 | 同舟       |                                            |      |
| 2021年7月24日 | 醉歌行     |                                            |      |
| 2021年7月30日 | 风月藏     | (动画片《天官赐福》第一季《与君山》剧情曲) |      |
| 2021年8月13日 | 与君诀     |                                            |      |
| 2021年8月28日 | 当时故里   |                                            |      |
| 2021年9月10日 | 君九龄     | (电视剧《君九龄》主题曲)                   |      |
| 2021年9月12日 | 故园里     |                                            |      |
| 2021年9月24日 | 精英有好戏 |                                            |      |